# Werner Mollweide
Werner Mollweide (* 11. Juni 1889 in Straßburg; † 16. März 1978 in Bodman-Ludwigshafen) war ein deutscher Maler. Der Überlinger See war seine Wahlheimat und bevorzugtes Motiv.

## Werdegang

### Frühe Jahre und Ausbildung
Werner Mollweide wurde am 11. Juni 1889 in Straßburg geboren. Sein Vater Friedrich Richard Mollweide war Altphilologe am Straßburger Gymnasium. Seine Mutter Frieda Ottilie Mollweide, geborene Herrmann, war die Tochter des Bezirksarztes von Breisach. Sie verstarb kurz nach der Geburt von Werner. Dieser hatte zwei ältere Geschwister, und nach der erneuten Heirat seines Vaters kamen zwei Halbgeschwister hinzu.  Gemeinsam mit seinem acht Jahre älteren Bruder Kurt wuchs Werner bei seinen Großeltern mütterlicherseits in Breisach auf. Die Gymnasialzeit verbrachte Werner wieder in Straßburg im alten Jesuitenbau direkt gegenüber dem Münster. Eine misslungene Hüftoperation und Folgeoperationen beeinträchtigten seine Bewegungsfähigkeit stark und mögen dazu beigetragen haben, dass sich der Schüler intensiv mit geisteswissenschaftlicher Literatur beschäftigte und sehr belesen war.
Angeregt durch ein Stillleben des Malers Lothar von Seebach, das er als Schüler in einer kleinen Kunstausstellung in Straßburg gesehen hatte, beschloss Werner Mollweide sich der Malerei zuzuwenden. So besuchte er nach dem Gymnasium die Kunstgewerbeschule in Straßburg und wurde in das Atelier von Seebachs aufgenommen.

### Bodensee
Um 1910 übersiedelte Mollweide an den Bodensee, zuerst nach Litzelstetten, dann nach Ludwigshafen. Die Familie seines Bruders Kurt zog 1917, gegen Ende des Ersten Weltkrieges, zuerst nach Ludwigshafen, dann nach Konstanz. Dort war Kurt als Internist und Neurologe bzw. Psychiater am Sanatorium Büdingen beschäftigt und machte sich schließlich 1932 als Facharzt für Herz- und Nervenkrankheiten selbstständig.
In Ludwigshafen wohnte Werner Mollweide zuerst in einem später als „Kaffee Honsel“ bekannten Haus am Ortsausgang (Klein-Bodman), in den 1920er Jahren bezog er ein Haus an der Sommerhalde. Dieser Umzug stand wohl im Zusammenhang mit seiner Hochzeit: Am 12. Juli 1921 heiratete Mollweide in Freiburg die Nichte seines Freundes Freiherr Emil von Dungern, Stephana Kübler (2. September 1891–1965). Zwei Söhne entsprangen dieser Verbindung: Stephan (11. Mai 1922–9. Mai 1942) und Konrad (21. September 1925–25. März 2006).
Professor Emil von Dungern (26. November 1867–4. September 1961) hatte als Serologe, Bakteriologe und Physiologe durch seine Forschungstätigkeiten auf dem Gebiet der Blutgruppen, der Immunitätslehre und der Krebskrankheit Weltruhm erlangt, als er sich nach 1918 in Ludwigshafen zur Ruhe setzte. Der Mediziner, der als einer der ersten oder sogar als erster in Ludwigshafen ein Auto besaß, ließ sich von Werner Mollweide chauffieren, der den Wagen auch für eigene Fahrten nutzen konnte.  Der sicher auch als Mäzen agierende von Dungern vermachte dem Künstler schließlich sein unmittelbar am Ufer gelegenes Haus an der Seehalde 2. Hier verbrachte Werner Mollweide mit seiner Familie die letzten annähernd fünfundzwanzig Jahre seines Lebens, bis er am 18. März 1978 verstarb.

### Kunst und andere Einnahmequellen
Werner Mollweide, der die Malerei als Hauptberuf ausübte, versuchte, sich und seine Familie auch durch andere Einnahmequellen zu ernähren. Vor dem Zweiten Weltkrieg hatte Werner Mollweide ein eigenes Labor im Speicher seines Hauses in der Sommerhalde, wo er Künstlerfarben produzierte, die er vor allem nach Amerika exportierte. Auf der Rückseite einiger Bilder bezeugen Aufkleber, dass er darüber hinaus einen eigenen „Mollweide-Malgrund“ entwickelt hatte, den er sich durch ein Reichspatent sichern ließ. Es handelte sich um feine Pressspanplatten, die als Bildträger dienten und besonders grundiert wurden. In seinem Labor betätigte sich der talentierte, umfassend gebildete Künstler auch als Drogist: So produzierte er neben Parfum beispielsweise ein Haarwasser mit dem Namen „Serna“, dessen Bezeichnung auf Sernatingen zurückzuführen ist, den ursprünglichen Namen von Ludwigshafen.

### Engagement
Werner Mollweide setzte sich auch für das Gemeinwohl der Gemeinde Ludwigshafen ein. Im Ersten Weltkrieg wurde er dazu verpflichtet, die gerechte Verteilung der knapp gewordenen Lebensmittel zu organisieren. Von 1916 bis 1919 war er im Ludwigshafener Rathaus mit dieser Aufgabe befasst.
Während des Dritten Reiches arbeitete er vorübergehend als Technischer Zeichner im Konstruktionsbüro der Landmaschinenwerke Fahr in Stockach. Wegen seiner unbelasteten Vergangenheit – er war wegen seiner politischen Gesinnung sogar kurz inhaftiert gewesen – wurde er nach Kriegsende im April 1945 von der französischen Besatzungsmacht kommissarisch zum Bürgermeister von Ludwigshafen ernannt.  Sicherlich spielte dabei die Tatsache eine Rolle, dass er als gebürtiger Straßburger hervorragend Französisch sprach. Mollweide übte das ihm übertragene Amt bis zu den Bürgermeisterwahlen am 22. September 1946 aus – sein Nachfolger wurde Hans Klingler – und war im Anschluss bis zum 13. November 1948 als Gemeinderat aktiv.
Mollweides Engagement galt auch dem Natur- und Denkmalschutz. So war er über zwanzig Jahre lang bis zur Kreisreform Anfang der 1970er Jahre Kreisbeauftragter für den Denkmalschutz im Kreis Stockach.

## Werk
Sein Frühwerk mit den kräftigen, pastos aufgetragenen Farben ist noch vom spätimpressionistischen Stil des Lehrers Lothar von Seebach beeinflusst. Später hellte sich Mollweides Palette zusehends auf, und es entstanden zarte Bodenseebilder mit feinem Pinselstrich. Von Ludwigshafen aus erkundete der Maler die ihn umgebende Landschaft, die er in stimmungsvollen, naturnahen Darstellungen festhielt. Es gelang ihm, die reizvollen Spiegelungen auf der Wasseroberfläche und das diffuse Licht zu unterschiedlichen Tageszeiten auf seinen Aquarellen und Gemälden gekonnt einzufangen. Statt den Weg der Abstraktion einzuschlagen, beschäftigte sich Mollweide zeitlebens intensiv mit der Wahrnehmung von Farbeindrücken in der Natur und ihrer Wiedergabe auf der Malfläche: „Ich weiß heute, dass der Reiz des Bodenseebildes nicht in dem allgemeinen Zusammensein von Luft, Wasser, Bergen, Bäumen und Uferland liegt, sondern in ganz bestimmten Form - und Farbbeziehungen dieser Bestandteile zueeinander.“ (Zitiert in: Wagner 1934,235)

## Ehrungen
- 1952: Verdienstkreuz am Bande der Bundesrepublik Deutschland

## Ausstellungen
- 2006: Stadtmuseum Stockach, Natur und Stimmung – Der Bodenseemaler Werner Mollweide (1889–1978), Katalog: Istas, Yvonne: „Natur und Stimmung. Der Bodenseemaler Werner Mollweide (1889 - 1978)“, Katalog zur gleichnamigen Doppelausstellung Stockach, Stadtmuseum im Alten Forstamt, 27. Juni bis 30. September 2006. Konstanz, 2006. ISBN 3-00-018657-3